# 차대리
《차대리》는 2019년에 제작된 대한민국의 단편 영화이다.

## 캐스팅
- 한해인 : 차 대리 역
- 김자영 : 허 팀장 역
- 김소현 : 민지 역

## 수상 목록
- 제20회 전주국제영화제 (2019년) 한국단편경쟁
- 제45회 서울독립영화제 (2019년) 새로운 선택 - 단편
- 제11회 서울국제초단편영화제 (2019년) 국내편경쟁부문